# فام هوينه تام لانغ
فام هوينه تام لانغ (بالفيتنامية: Phạm Huỳnh Tam Lang)‏ هو مدرب كرة قدم ولاعب كرة قدم فيتنامي في مركز الوسط، ولد في 14 فبراير 1942 في Gò Công ‏ في فيتنام، وتوفي في 2 يونيو 2014 في مدينة هو تشي منه في فيتنام بسبب مرض قلبي وعائي. شارك مع منتخب جنوب فيتنام لكرة القدم. أما مع النوادي، فقد لعب مع نادي هوشي منه سيتي.